# Restrepia iris
Restrepia iris é uma espécie de orquídea (Orchidaceae) originária dos Andes.